# 취한 배
〈취한 배〉(프랑스어: "Le Bateau ivre")는 1871년 아르튀르 랭보가 지은 100행의 운문 시이다. 이 시는 바다에서 길을 잃은 한 배의 표류와 침몰을 분열된 1인칭의 시점에서 강렬한 형상화와 상징주의로 묘사한다. 주정선, 명정선이라고도 한다.

## 배경
랭보는 이 시를 16세가 되던 1871년 여름에 프랑스 북부의 샤르빌의 고향 집에서 쓰고 1871년 9월 자신을 소개하기 위해 폴 베를렌에게 보낸 편지에 동봉하였다. 이후 파리에서 베를렌을 만나 곧 베를렌의 애인이 되었다. 랭보는 당시 출간되어 많은 시들의 암시와 이미지의 원천이 된 쥘 베른의 소설 《해저 2만리》를 읽고 이 시의 영감을 얻었다.

## 요약
이 시는 a/b/a/b 압운 형식의 25개의 알렉상드랭 사행시로 배열되어 있으며, 바다에서 술에 취해 표류하는 배의 혼란스러운 비전 속에서 엮여 있다. 또한 형상화의 사용과 상징주의에서 혁명적인 것으로 평가되고 있다. 랭보의 작품 중에서 가장 길고, 완성도가 높은 작품 중 하나로서 다음의 사행시로 시작된다.
| Comme je descendais des Fleuves impassibles, Je ne me sentis plus guidé par les haleurs : Des Peaux-Rouges criards les avaient pris pour cibles Les ayant cloués nus aux poteaux de couleurs. | As I was floating down unconcerned Rivers I no longer felt myself guided by haulers: Gaudy Redskins had taken them for targets Nailing them naked to coloured stakes. | 내가 무심한 강을 떠내려갈 때 더 이상 사공에게 조종됨을 느끼지 못했네: 천박한 인디언들은 그들을 목표물로 삼아 태웠지 채색된 말뚝에 벌거벗겨 못을 박아놓고서. |

랭보의 전기 작가 이니드 스타키(Enid Starkie)는 이 시를 인상적인 이미지와 행의 모음으로 묘사한다. 이 시의 목소리는 취한 배 자신이다. 배는 물이 차올라 "취한" 것에 대하여 이야기한다. 바다로 가라앉으며 배는 가장 순수하고 탁월한 광경[l'éveil jaune et bleu des phosphores chanteurs (반짝반짝 빛나는 것들이 노래하는 노랗고도 푸른 깨움)]과 동시에 가장 역겨운 광경[nasses / Où pourrit dans les joncs tout un Léviathan (그물들 / 한 덩어리의 레비아단이 썩어가는)]을 포함한 다양한 경험의 여행을 묘사한다. 기쁨과 침울의 결합과 공감각, 점점 커지는 놀람은 이 100행짜리 시가 시인은 감각의 혼란을 통하여 "견자" 또는 "예언자"가 되어야 한다는 랭보의 시론을 충족시키게 한다. 즉각적으로 청각적인 매력을 주는 알렉상드랭이 이러한 이 시의 매력에 더해진다.
배와 독자의 상승하는 놀람은 87~88행[Est-ce en ces nuits sans fonds que tu dors et t'exiles / Million d'oiseaux d'or, ô future Vigueur? (이런 깊은 밤에 그대는 잠들고 스스로를 추방하는가? / 수많은 황금빛 새들인가, 오 미래의 활력인가?]에서 정점에 달한다. 여전히 배인 화자는 죽음을 소망한다. [Ô que ma quille éclate! Ô que j'aille à la mer! (오 나의 용골이 부서지네! 오 나는 바다로 가네!)] 거창한 열망은 탈진과, 속박의 감각을 남기며 스스로를 기만한다. 이러한 방법으로 〈취한 배〉는 랭보가 더 어린 시절에 운문은 우주적 이해와 조화를 제공할 수 없음을 발견했을 때 소멸된 랭보의 시인으로서의 경력의 개요를 제시한다.

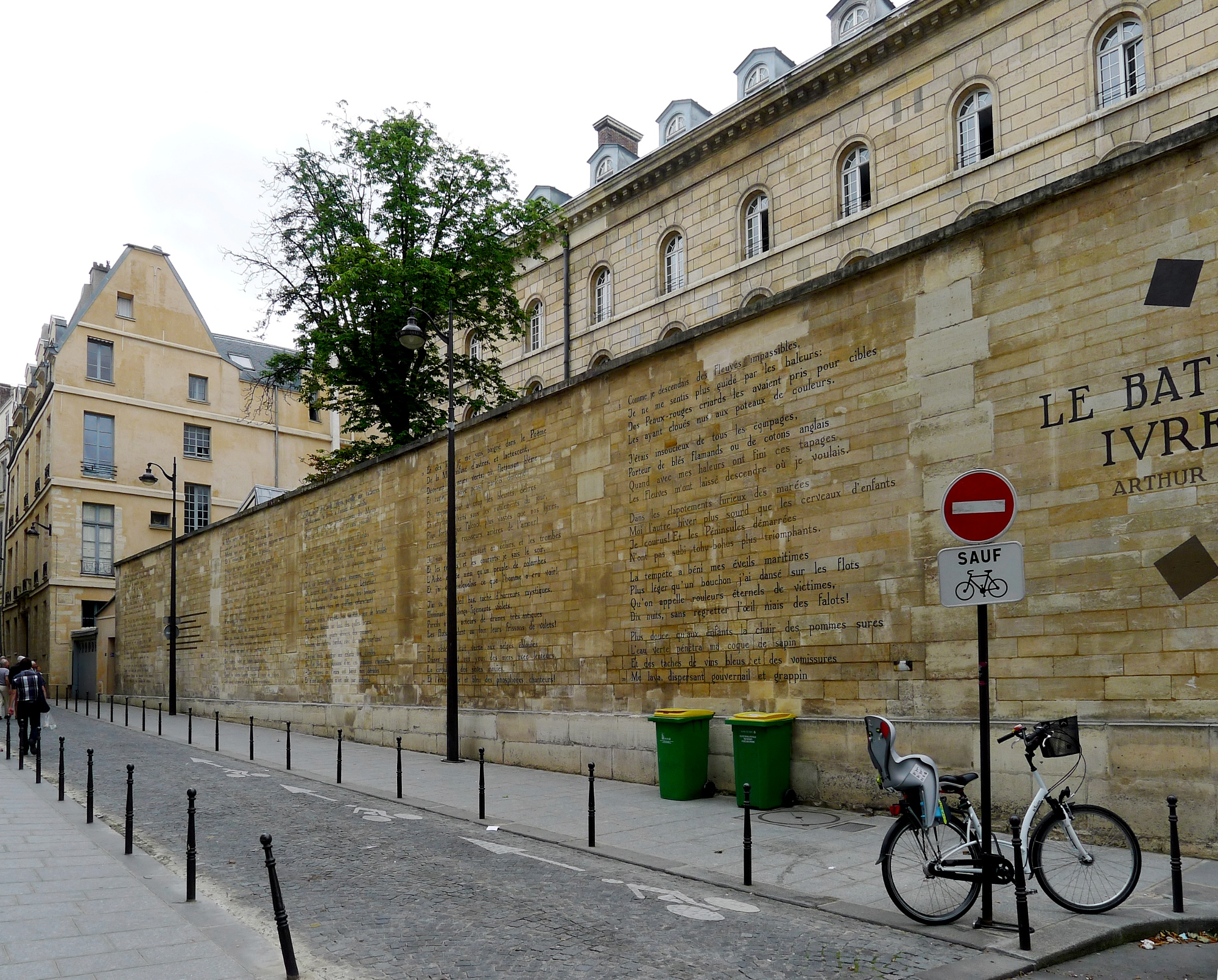
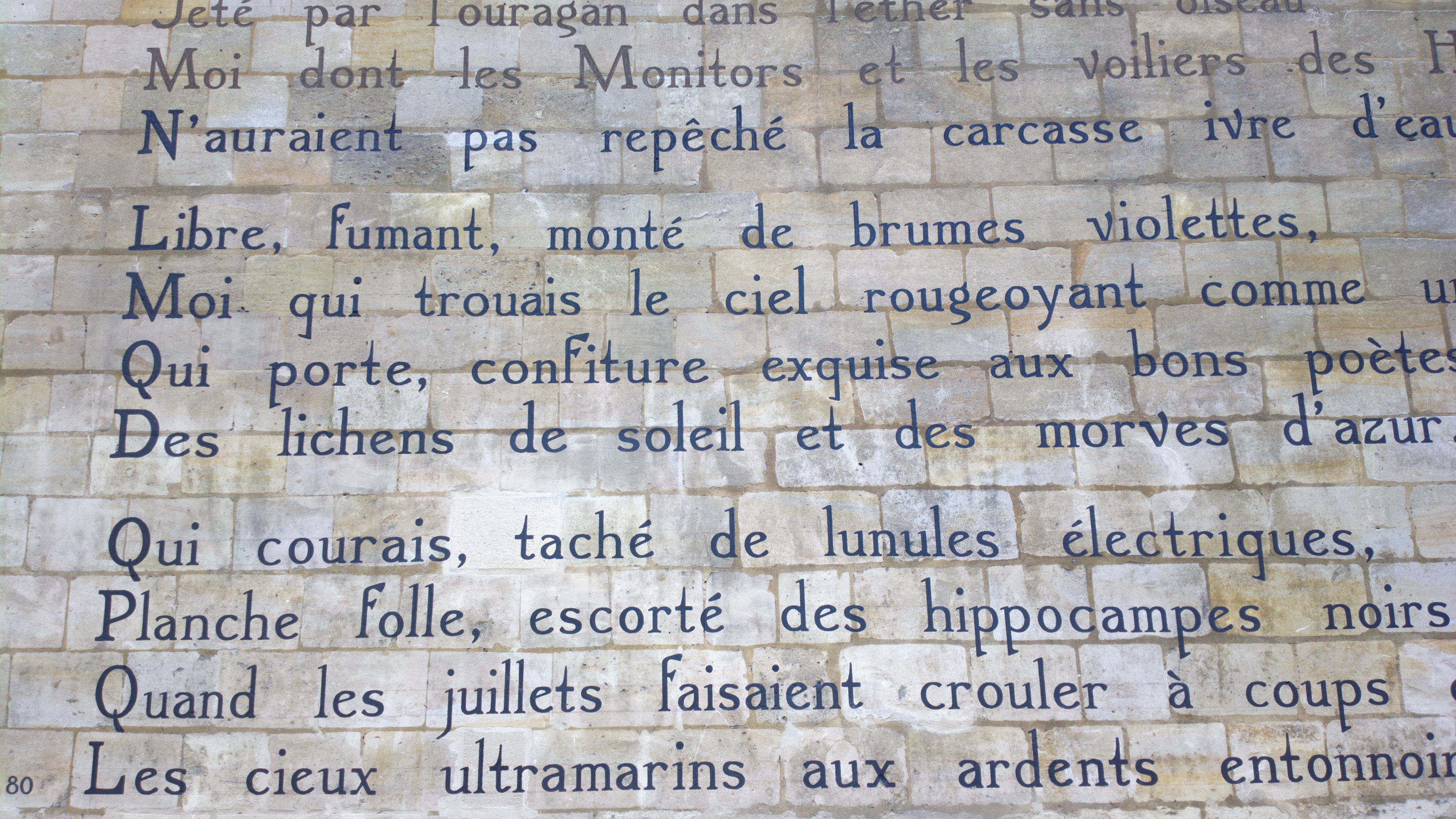
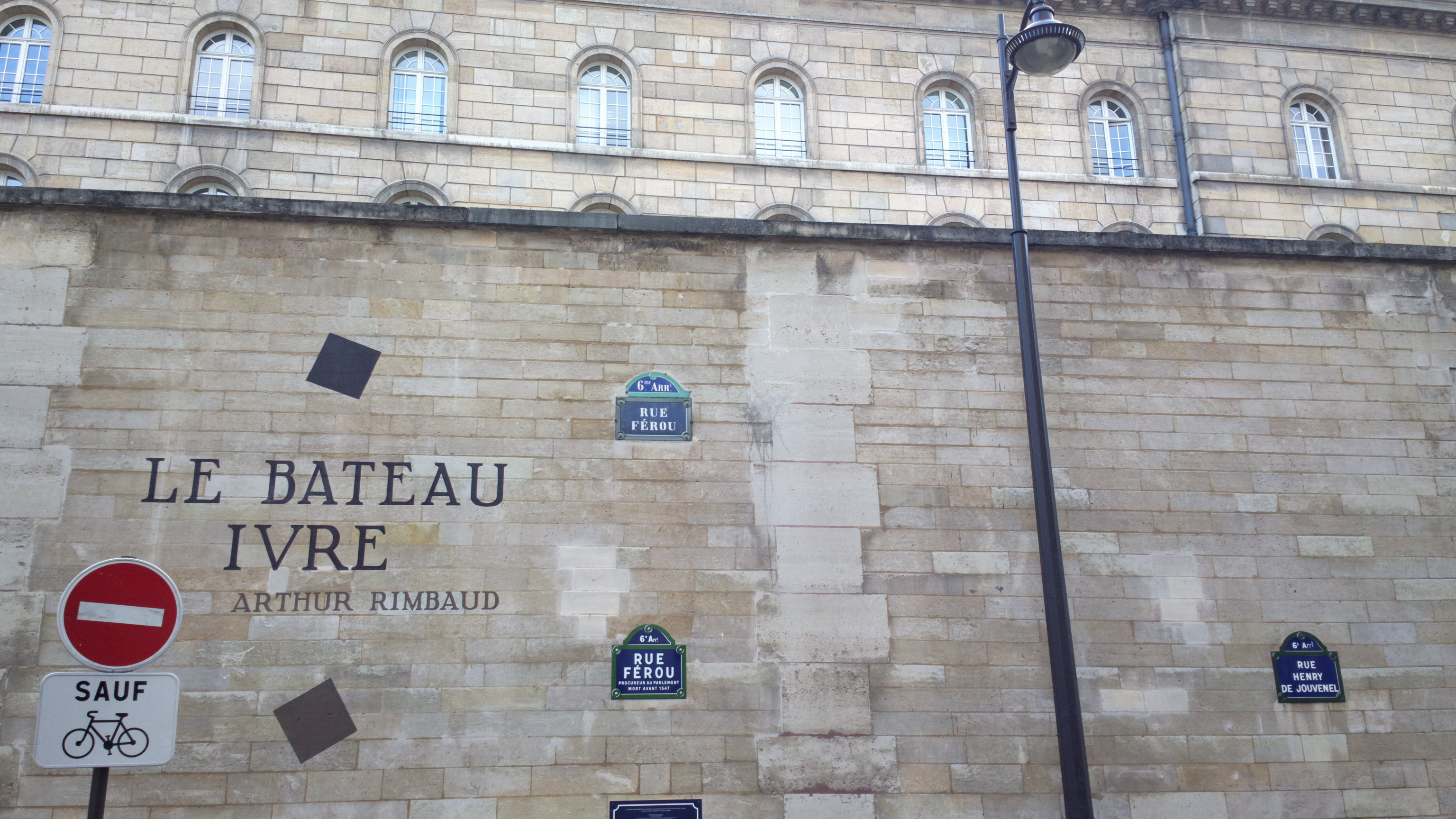
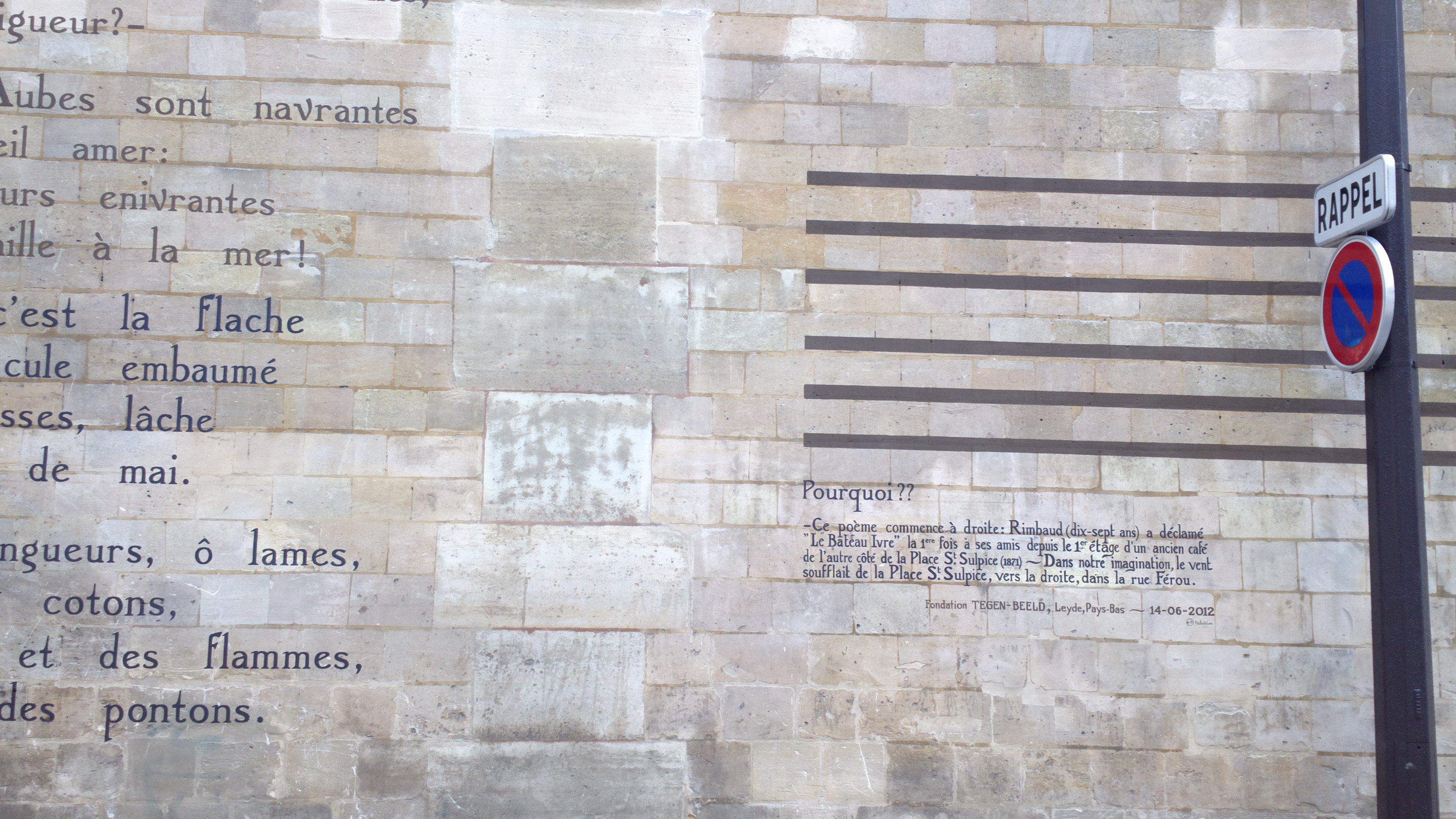